# Dialog (Musik)
Dialog (griechisch: dialogos = Gespräch) bezeichnet allgemein eine musikalische Form, die sich aus dem Gegen- oder Nacheinander verschiedener Stimmen entwickelt. Frühe Anwendungen finden sich im Gregorianischen Choral, in deren Gesängen sich Vorsänger und Chor abwechseln. 
Im 16. Jahrhundert entwickelte sich in Italien und im protestantischen Deutschland der Dialog als eigenständige vokalmusikalische Gattung. Der Text des Dialogs ist als Gespräch angelegt, beispielsweise zwischen Gott und der gläubigen Seele. Die musikalischen Formen sind unterschiedlich. In Italien ist der Dialog meist als Motette oder Madrigal angelegt; in Deutschland ist die verbreitetste musikalische Form das (kleine) geistliche Konzert, das von Heinrich Schütz geprägt wurde.
Eindrucksvoll hat Johann Sebastian Bach den Dialog in seinen sogenannten Dialogkantaten verarbeitet. Der Dialog zwischen der gläubigen Seele und Jesus Christus in Liebster Jesu, mein Verlangen (BWV32) und Ich geh und suche mit Verlangen (BWV49). In O Ewigkeit, du Donnerwort (BWV60) wird der Dialog zwischen der Furcht und der Hoffnung dargestellt.